# 1877 en science
| Années de la science : 1874 - 1875 - 1876 - 1877 - 1878 - 1879 - 1880    |
| Décennies de la science : 1840 - 1850 - 1860 - 1870 - 1880 - 1890 - 1900 |

Cet article présente les faits marquants de l'année 1877 en science.

## Événements
- 30 avril : Louis Pasteur et Jules Joubert publient dans le bulletin de l'Académie des sciences une note intitulée Étude sur la maladie charbonneuse où ils démontrent que la maladie du charbon est liée à un bacille[1].
- 11 et 17 août : découverte des deux satellites naturels de Mars par Asaph Hall,  Déimos et Phobos[2].

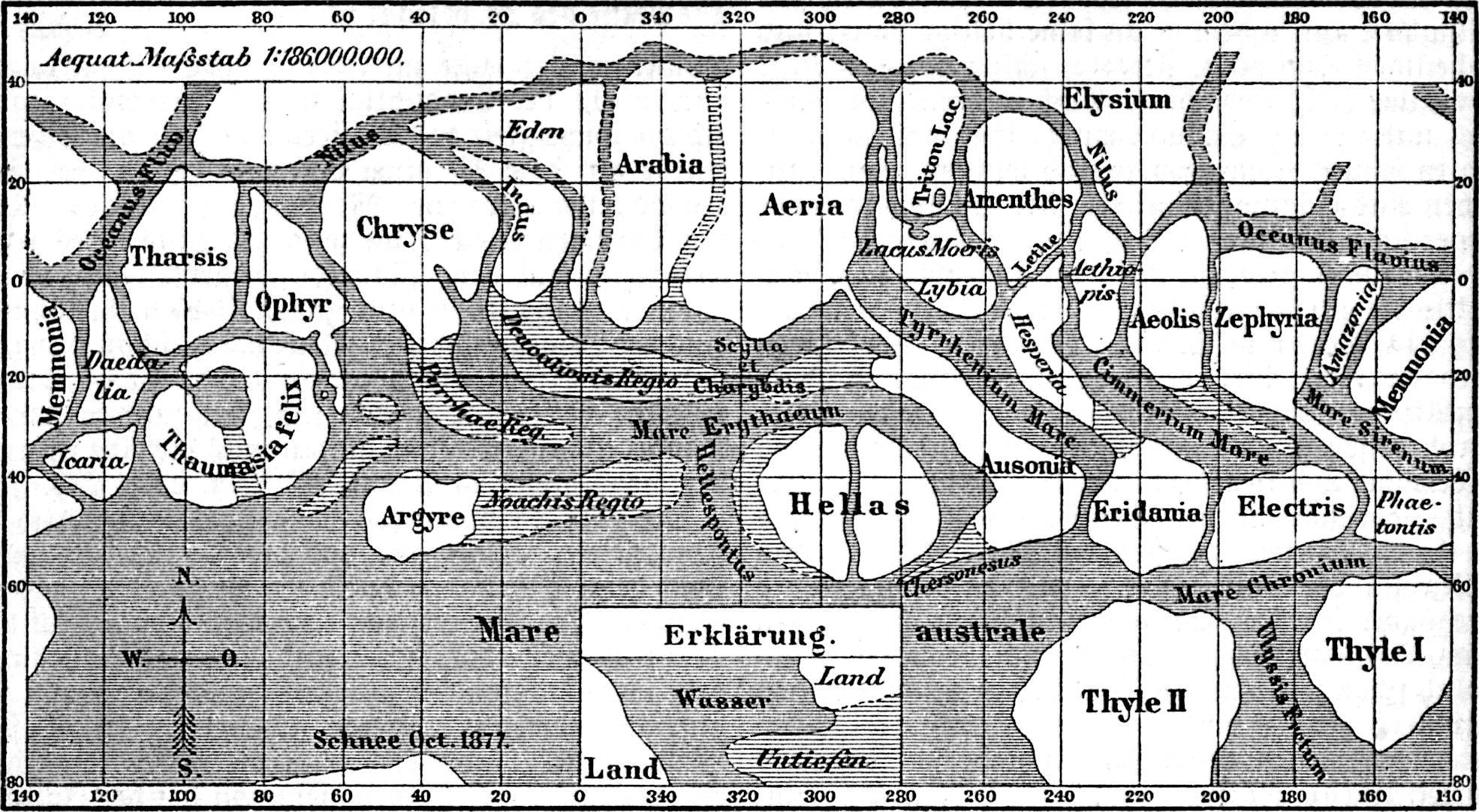
Carte de Mars par Giovanni Schiaparelli

- 5 septembre : à l’occasion de l’opposition périhélique de Mars, l'astronome italien Giovanni Schiaparelli croit observer des canaux à la surface de la planète[3].
- 22 décembre : à New York s'ouvre l'American Museum of Natural History[4].

- Le physicien autrichien Ludwig Boltzmann établit le formalisme statistique de nombreux concepts physicochimiques comme l'entropie (formule de Boltzmann) et la loi de distribution de vitesse moléculaire dans un gaz (constante de Boltzmann)[5].
- Les paléontologues américains Benjamin Franklin Mudge et Samuel Wendell Williston découvrent le premier fossile de diplodocus, baptisé l’année suivante par Othniel Charles Marsh[6].

### Technologie
- 23 janvier : le système d'artillerie de Bange est adopté en France[7].
- Janvier : l'inventeur américain George R. Carey rend public son projet de camera électrique au sélénium, également appelé télectroscope[8].
- 30 avril : Charles Cros dépose sous pli cacheté à l'Académie des Sciences une description du paléophone, un « Procédé d'enregistrement et de reproduction des phénomènes perçus par l'ouïe »[9].

- 30 août : l'inventeur français Émile Reynaud dépose le brevet du praxinoscope[10].
- 23 novembre : au Royaume-Uni, Sidney Gilchrist Thomas dépose un brevet pour un procédé permettant la conversion des fontes phosphoreuses en acier[11]. Le procédé Thomas est appliqué à Middlesbrough le 4 avril 1879 et à Hayange en 1881. Il ouvre la voie au développement de l'industrie sidérurgique en Lorraine et en Allemagne[12],[13].

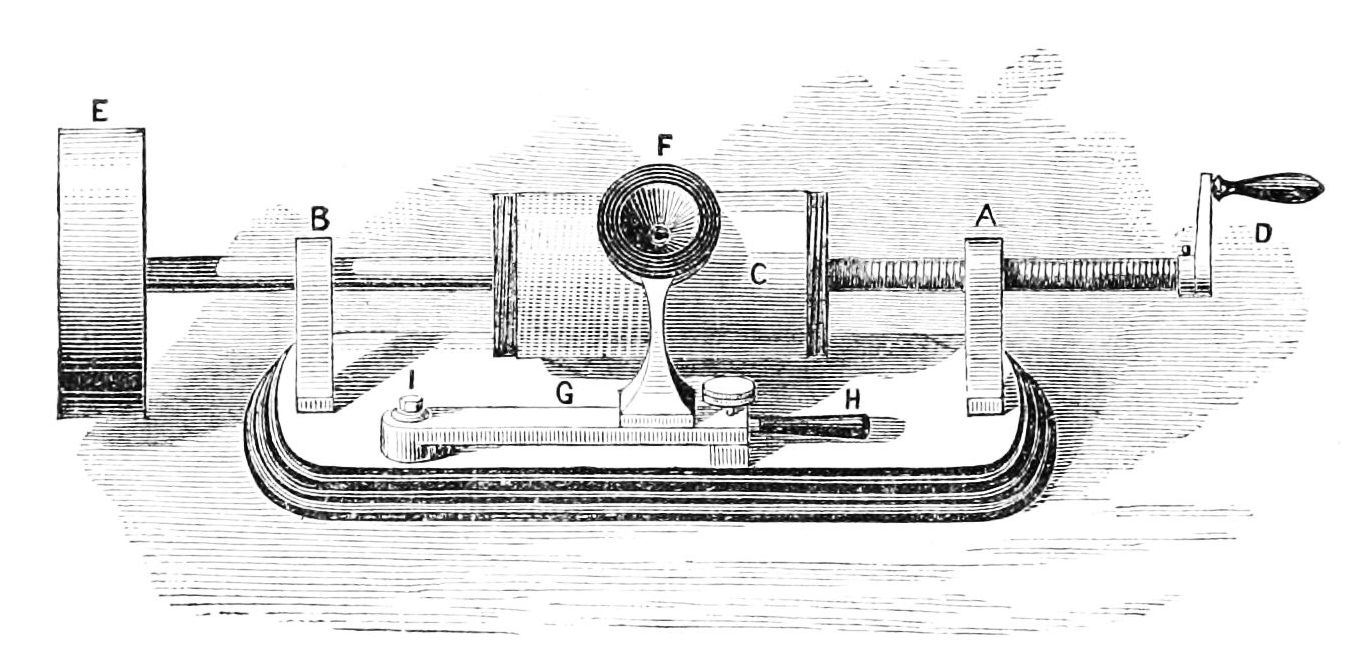
Le phonographe d'Edison en 1877.

- 7 décembre : l'inventeur américain Thomas Edison fait le premier essais public de son phonographe dans les locaux du Scientific American à New York[14]. Il dépose son brevet le 24 décembre qui lui est accordé le 19 février 1878[15].

## Publications
- Lewis Henry Morgan : Ancient society.

## Prix
- Médailles de la Royal Society
  - Médaille Copley : James Dwight Dana
  - Médaille Davy : Robert Wilhelm Bunsen et Gustav Kirchhoff
  - Médaille royale : Oswald Heer, Frederick Augustus Abel

- Médailles de la Geological Society of London
  - Médaille Lyell : James Hector
  - Médaille Murchison : William Branwhite Clarke
  - Médaille Wollaston : Robert Mallet

- Prix de l'Académie des sciences de Paris
  - Prix  Lalande : Asaph Hall pour sa découverte des satellites de la planète  Mars
  - Prix Jecker :  A. Houzeau, en récompense de ses travaux relatifs à la production de l'ozone ainsi que sur le mode d'action de cette substance à l'égard des matières organiques.
  - Prix scientifique Montyon : Eugène Turpin pour sa découverte des couleurs inoffensives.

## Naissances

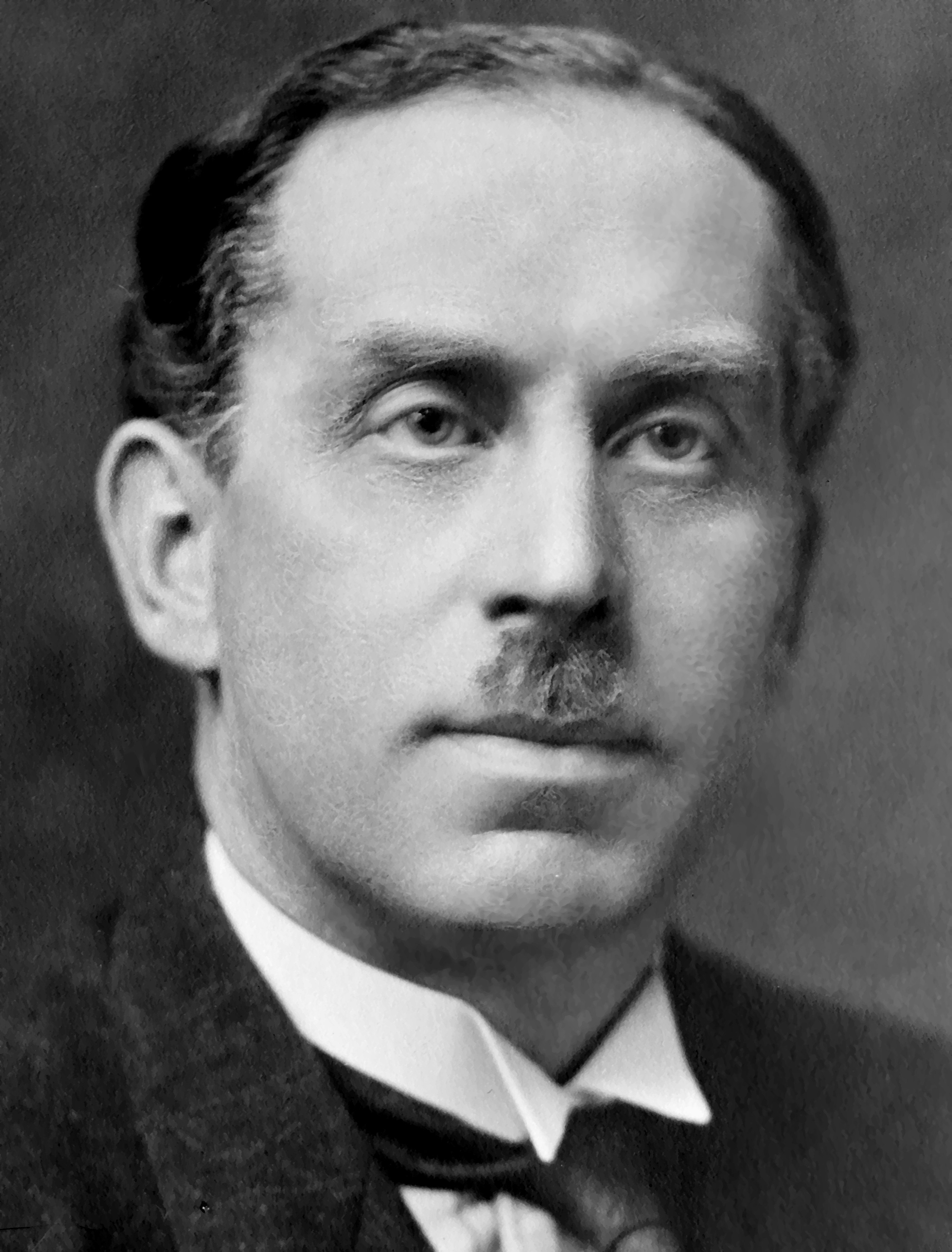
Charles Glover Barkla

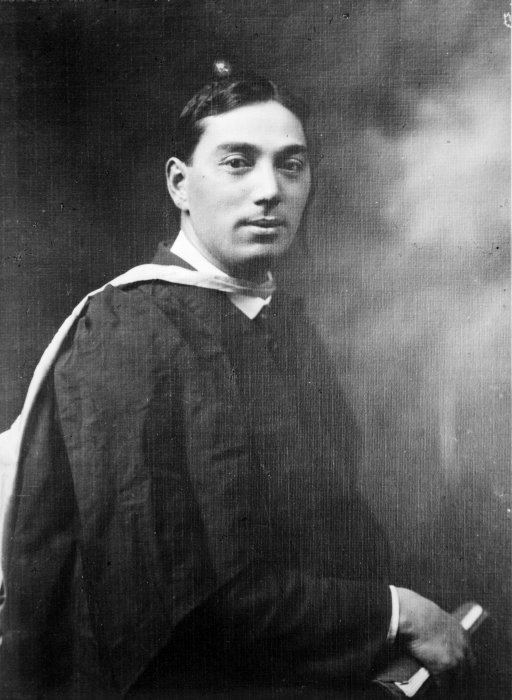
Te Rangi Hiroa

- 2 janvier : Jos Jullien (mort en 1956), médecin et préhistorien français.
- 10 janvier : Frederick Cottrell (mort en 1948), électrochimiste américain.
- 11 janvier : Juan Hartmann (mort en 1951), astronome argentin d'origine allemande.
- 3 février : Janet Lane-Claypon (morte en 1967), médecin et statisticienne britannique.
- 14 février : Cecil Meares (mort en 1937), musher britannique de l'expédition Terra Nova en Antarctique.
- 21 février : Jean Capart (mort en 1947), égyptologue belge.
- 28 février : Henri Breuil (mort en 1961), préhistorien français.
- 3 mars : Guillaume de Jerphanion (mort en 1948), jésuite, épigraphiste, géographe, photographe, linguiste et archéologue français.
- 7 mars : Ernest Harold Jones (mort en 1911), égyptologue et archéologue britannique.
- 9 mars : Emil Abderhalden (mort en 1950), biochimiste et physiologiste suisse.
- 19 mars : Franz Fischer (mort en 1947), chimiste allemand.
- 14 mai : Jacques Duclaux (mort en 1978), physicien, biologiste, chimiste et professeur français.
- 4 juin : Heinrich Otto Wieland (mort en 1957), chimiste allemand.
- 7 juin : Charles Glover Barkla (mort en 1944), physicien anglais, prix Nobel de physique en 1917.
- 29 juin : Carl Neuberg (mort en 1956), biochimiste allemand.
- 19 juillet : Erland Nordenskiöld (mort en 1932), anthropologue et archéologue suédois.
- 20 juillet : Thomas Crean (mort en 1938), explorateur de l'Antarctique irlandais.
- 18 août : René de Saint-Périer (mort en 1950), naturaliste, archéologue et préhistorien français.
- 1er septembre : Francis William Aston (mort en 1945), chimiste anglais, prix Nobel de chimie en 1922.
- 2 septembre : Frederick Soddy (mort en 1956), chimiste britannique, prix Nobel de chimie en 1921.
- 11 septembre : James Jeans (mort en 1946), physicien, astronome, et mathématicien britannique.
- 13 septembre : Wilhelm Filchner (mort en 1957), explorateur allemand.
- 19 septembre : Henri Gauthier (mort en 1950), égyptologue français.
- 21 octobre : Oswald Avery (mort en 1955), bactériologiste américain.
- 25 octobre : Henry Norris Russell (mort en 1957), astronome.
- Octobre : Te Rangi Hiroa (mort en 1951), homme politique et anthropologue néo-zélandais.
- 29 novembre : Hermann Junker (mort en 1962), égyptologue allemand.

## Décès

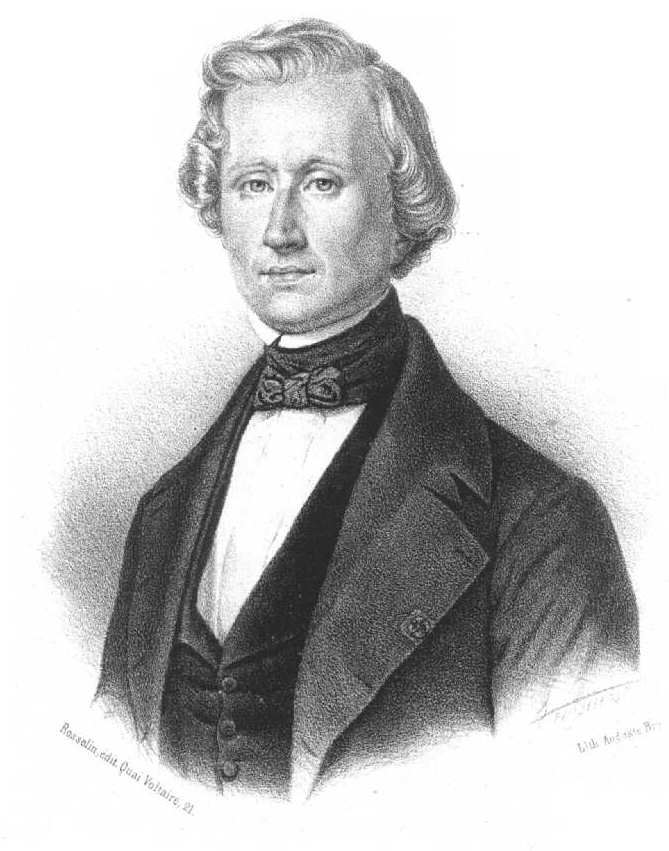
Urbain Le Verrier

- 24 janvier : Johann Christian Poggendorff (né en 1796), physicien allemand.
- 8 février : Charles Wilkes (né en 1798), officier et explorateur américain.
- 8 mars : James Scott Bowerbank (né en 1797), naturaliste, géologue et paléontologue britannique.
- 22 mars : Alexander Karl Heinrich Braun (né en 1805), botaniste allemand.
- 9 avril : William Gossage (né en 1799), chimiste, industriel et inventeur anglais.
- 10 avril : Raymond Bordeaux (né en 1821), jurisconsulte, archéologue et bibliophile français.
- 5 mai : Joseph Bienaimé Caventou (né en 1795), pharmacien français.
- 16 juillet : Honoré Chavée (né en 1815), anthropologue et linguiste belge.
- 9 août : Timothy Abbott Conrad (né en 1803), paléontologue et géologue américain.
- 9 septembre : Filippo Parlatore (né en 1816), botaniste italien.
- 13 septembre : Johann Jacob Nöggerath (né en 1788), géologue et minéralogiste allemand.
- 17 septembre : William Henry Fox Talbot (né en 1800), mathématicien, physicien et chimiste britannique.
- 23 septembre : Urbain Le Verrier (né en 1811), astronome et mathématicien français.
- 25 septembre : Karl August Wunderlich (né en 1815), médecin allemand auteur de travaux fondateurs sur la fièvre.
- 26 septembre : Hermann Günther Grassmann (né en 1809), mathématicien et physicien allemand.
- 2 octobre : Ludwig Karl Georg Pfeiffer (né en 1805), médecin, botaniste et malacologiste allemand.
- 17 octobre : Johann Carl Fuhlrott (né en 1803), naturaliste et préhistorien allemand.